# 3231 Міла
3231 Міла (3231 Mila) — астероїд головного поясу, відкритий 4 вересня 1972 року.
Тіссеранів параметр щодо Юпітера — 3,479.